# Velîka Vulîha, Tîvriv
Velîka Vulîha (în ucraineană Велика Вулига) este o comună în raionul Tîvriv, regiunea Vinnița, Ucraina, formată numai din satul de reședință.

## Demografie
Componența lingvistică a satului Velîka Vulîha
     Ucraineană (98,43%)
     Rusă (1,22%)
     Alte limbi (0,35%)
Conform recensământului din 2001, majoritatea populației satului Velîka Vulîha era vorbitoare de ucraineană (98,43%), existând în minoritate și vorbitori de rusă (1,22%).